# Мухаммад ібн Хашім ат-Туджибі
Абу Ях'я Мухаммад ібн Хашім ат-Туджибі (*д/н — 950) — політичний діяч часів Кордовського халіфату, валі (намісник) Сарагоси в 930—950 роках. У християн відомий як Абохайя (Абохайха).

## Життєпис
Походив з роду Туджибідів. Син Хашіма ібн ат-Туджибі і онук Мухаммада аль-Туджибі, що послідовно обіймали посаду валі Сарагоси. Вже у 920-х роках активно брав участь у військових походах діда проти Наварри. 924 року призначається валі Тудели.
Після смерті батька у 930 році успадкував цю посаду. 931 року уклав союз із Фортуном ібн Мухаммадом з клану Бану-Тавіл, що панував в Уесці.
Втім у 932 році мусив відправитися до Кордови, де халіф Абд Ар-Рахман III офіційно призначив Мухаммада валі Сарагоси. 934 року вступив у союз із Раміро II, королем Астурії, та Тодою, регентшею Наварри. Таємно заважав халіфським військам, чим частково сприяв поразці Абд Ар-Рахмана III у Другій битві біля Осми від астурійців.
У 935 році відбувся відкритий конфлікт з халіфом, який виступив проти Туджибитів. Спочатку швидко було приборкано Мутарріфа ібн Мунзіра, володаря Калатаюд, потім Юнуса ібн Абд аль-Азіза, володаря Дароки. Після цього ворог взяв в облогу Сарагосу. У 937 році Мухаммаді ібн Хашім мусив підкоритися. 939 року брав участь у поході Абд Ар-Рахмана III проти Наварри і Астурії, але їхні війська зазнали тяжкої поразки в битві при Сіманкасі, де валі Сарагсои потрапив у полон.
У 941 році зміг повернутися до Сарагоси. 942 року в битві біля Тудели завдав поразки Гарсії I, королю Наварри. За цим відвоював замки Сен і Мен. У 944 і 948 роках брав участь у походах проти Астурії. Помер у червні 950 року. Йому спадкував син Ях'я.